# Microrhinus
Microrhinus är ett släkte av skalbaggar. Microrhinus ingår i familjen vivlar.
Kladogram enligt Catalogue of Life:
| Microrhinus | \| \| Microrhinus striatus \| \| \| \| |
|             | \| \| Microrhinus striatus \| \| \| \| |
|             | Microrhinus striatus                   |
|             |                                        |